# Newman Theological College
Il Newman Theological College (NTC) è un'università privata di indirizzo cattolico con sede a Edmonton, in Alberta, Canada.
Fu fondato nel 1969 dall'arcidiocesi di Edmonton accanto al Saint Peter Seminary per la formazione teologica e religiosa dei fedeli che non si preparavano al sacerdozio. È intitolato a John Henry Newman.